# 楊碩
楊 碩（よう せき、ヤン・シュオ、Yang Shuo 1981年5月18日- ）は中華人民共和国出身の元プロ野球選手。ポジションは外野手。右投右打。
180センチを超える恵まれた体格を生かした長打力を持ち、2006年のワールドベースボールクラシック中国代表に選出された。